# اپسیلون برساووش
اپسیلون برساووش یک ستاره است که در صورت فلکی برساوش قرار دارد.